# Bromazine
Bromazine (tên thương mại Ambodryl , Ambrodil và các loại khác), còn được gọi là bromodiphenhydramine, là một thuốc kháng histamine và anticholinergic. Đây là một dạng diphenhydramine.